# Epoca Napoleoniană
Epoca Napoleoniană este o perioadă din istoria Franței. Este considerată, în general, drept cel de-al patrulea stadiu al Revoluției franceze. Prima fază este considerată cea a Adunării Naționale, cea de-a doua fiind cea a Adunării Legislative, iar cea de-a treia fiind cea a Directoratului. 
Epoca Napoleoniană se poate spune că începe cu lovitura de stat a lui Napoleon, prin care a fost răsturnat Directoratul, și se încheie cu Cele o sută de zile și cu înfrângerea de la Waterloo (9 noiembrie 1799 – 28 iunie 1815).

## Conducători din timpul Epocii Napoleoniene
- Napoleon I al Franței – Primul Imperiu Francez.
- George al III-lea al Marii Britanii.
- Alexandru I al Rusiei.
- Franz al II-lea (până în 1806), mai târziu, după desființarea Sfântului Imperiu Roman, Franz I al Austriei.
- Carol al IV-lea al Spaniei.
- Prințul Regent George, (fiul regelui inapt George al III-lea al Marii Britanii – din 1811), mai târziu regele George al IV-lea al Marii Britanii (din 1820).
- Wilhelm al V-lea de Orania Conducătorul Olandei.

## Războaiele Epocii Napoleoniene
- Războaiele revoluționare franceze
- Războaiele napoleoniene
- Campania din Egipt
- Războaiele peninsulare
- Invazia napoleoniană a Rusiei
- Cele 100 de zile

## Bătăliile Epocii Napoleoniene
- Bătălia de la Trafalgar
- Bătălia de la Austerlitz
- Bătălia de la Jena
- Bătălia de la Wagram
- Bătălia de la Borodino
- Bătălia de la Dresda
- Bătălia de la Leipzig
- Bătălia de la Waterloo